# 兴化分省
兴化分省是元朝的一个分省行政区名称。下辖莆田县、仙游县、兴化县三县，分省省治在莆田县，其辖境为今中国福建省莆田市。
兴化分省是至正十九年（1359年）安童、三旦八等人擅自将原兴化路改立的，由安童担任参政。同年，安童、三旦八被亦思巴奚军的阿迷里丁击溃，兴化分省首府莆田城被攻占。兴化分省在其存在时受到亦思巴奚兵乱的严重影响，战火烧至全分省三县各地，平民死伤严重，经济遭到重创。后来，又被改制回兴化路。